# Đurđevac

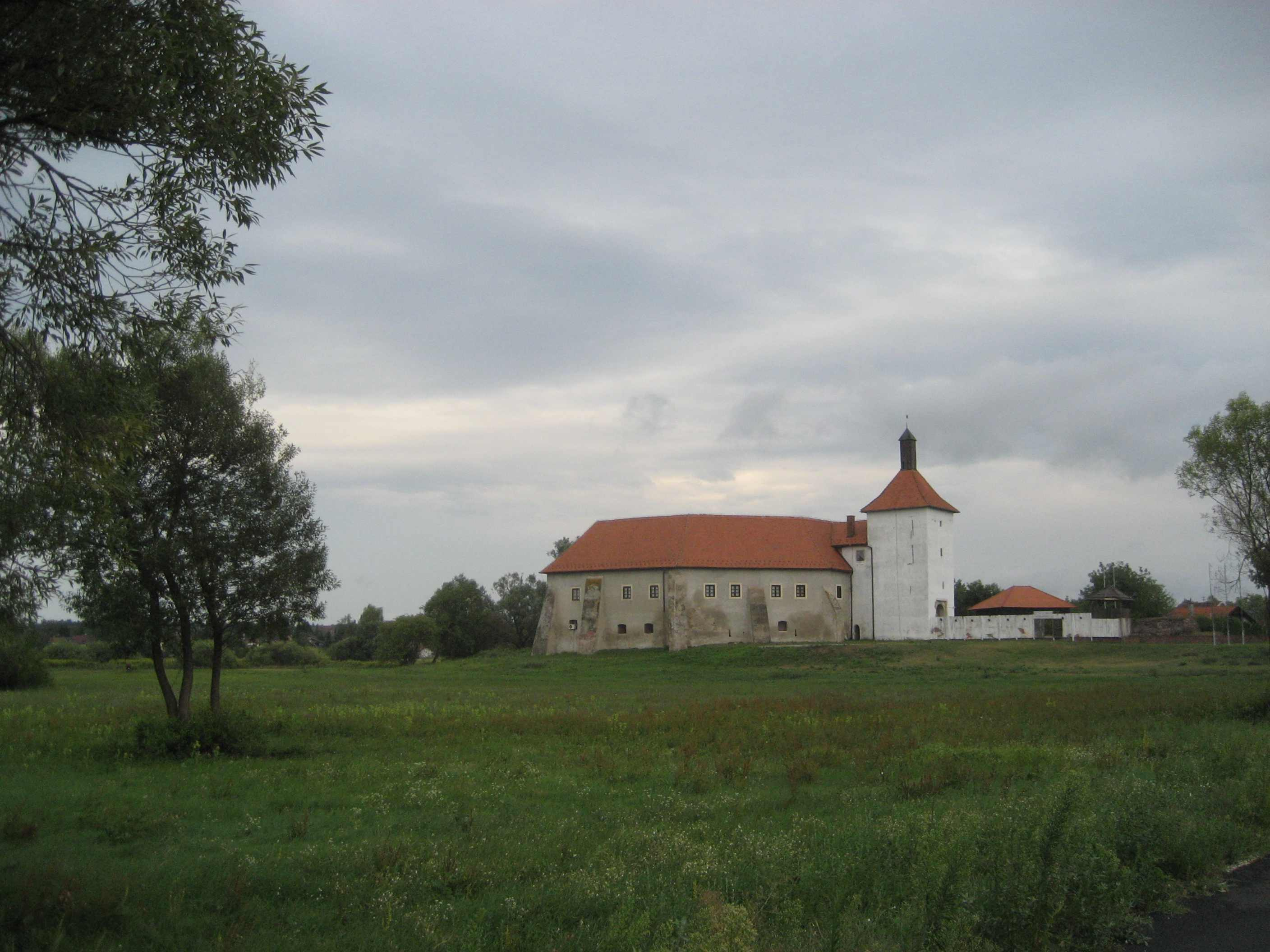
Burg Djurdjevac

Đurđevac [ˈdʑuːrdʑɛʋats] oder auch Đurđevec (deutsch: Sankt Georgwar; ungarisch: Szentgyörgyvár) ist eine Stadt in der kroatischen Draugegend (kroatisch Podravina) nahe der ungarischen Grenze.

## Geschichte
Die Stadt wurde erstmals im Jahr 1267 urkundlich erwähnt und gehört zur Gespanschaft Koprivnica-Križevci. Laut der Volkszählung von 2011 leben in der Ortschaft 8264 Einwohner. Der Name der Stadt leitet sich vom Schutzheiligen, dem Heiligen Georg, ab (kroatisch Juraj, Kurzform Đuro oder Gjuro).

## Kultur
- Picokijada

## Söhne und Töchter der Stadt
- Zdravko Bregovac (1924–1998),  jugoslawischer bzw. kroatischer Architekt
- Otto Birg (1926–2015), jugoslawischer bzw. kroatischer Maler, Zeichner und Bildhauer
- Ivan Fuček SJ (1926–2020), jugoslawischer bzw. kroatischer römisch-katholischer Priester, Jesuit, Theologe und Autor sowie Ehrenbürger von Đurđevac
- Josip Turković (1936–1982), kroatischer Maler und Grafiker
- Slavko Kovačić (* 1950), kroatischer Fußballspieler und -trainer
- Petar Šegrt (* 1966), kroatischer Fußballspieler und -trainer
- Željko Balen (* 1990), kroatische Fußballspieler und -trainer